# Réserve naturelle régionale Champagne de Méron
La réserve naturelle régionale Champagne de Méron (RNR337) est une réserve naturelle régionale située dans la région Pays de la Loire. Classée en 2023, elle occupe une surface de 146,07 hectares.

## Localisation

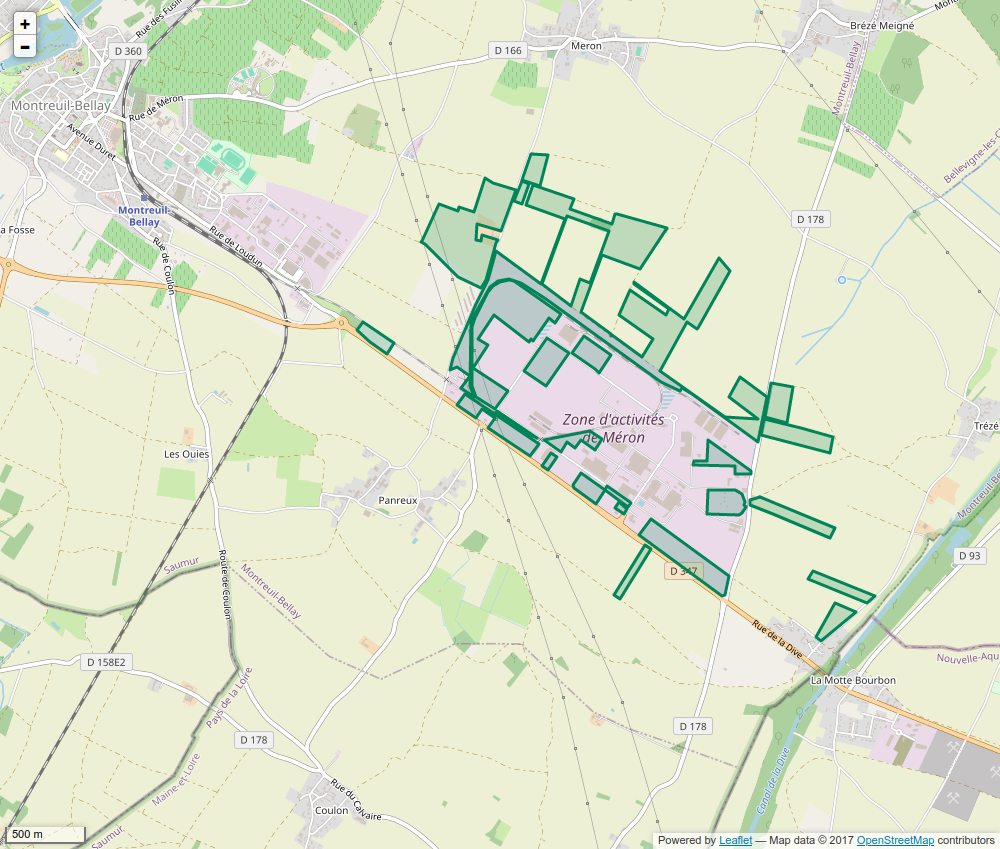
Périmètre de la réserve naturelle.

Le territoire de la réserve naturelle est dans le département de Maine-et-Loire, sur la commune de Montreuil-Bellay.

## Administration, plan de gestion, règlement

### Outils et statut juridique
La réserve naturelle a été créée par une délibération du Conseil régional du 14 avril 2023.